# Cochemiea grahamii
Cochemiea grahamii conocido comúnmente como biznaga chollo chico, es una especie de planta suculenta perteneciente al género Cochemiea, dentro de la familia Cactaceae. Se distribuye desde el sureste de California hasta el oeste de Texas y México (desde los estados de Baja California Norte hasta Chihuahua) y anteriormente se le conocía como Mammillaria grahamii.

## Descripción

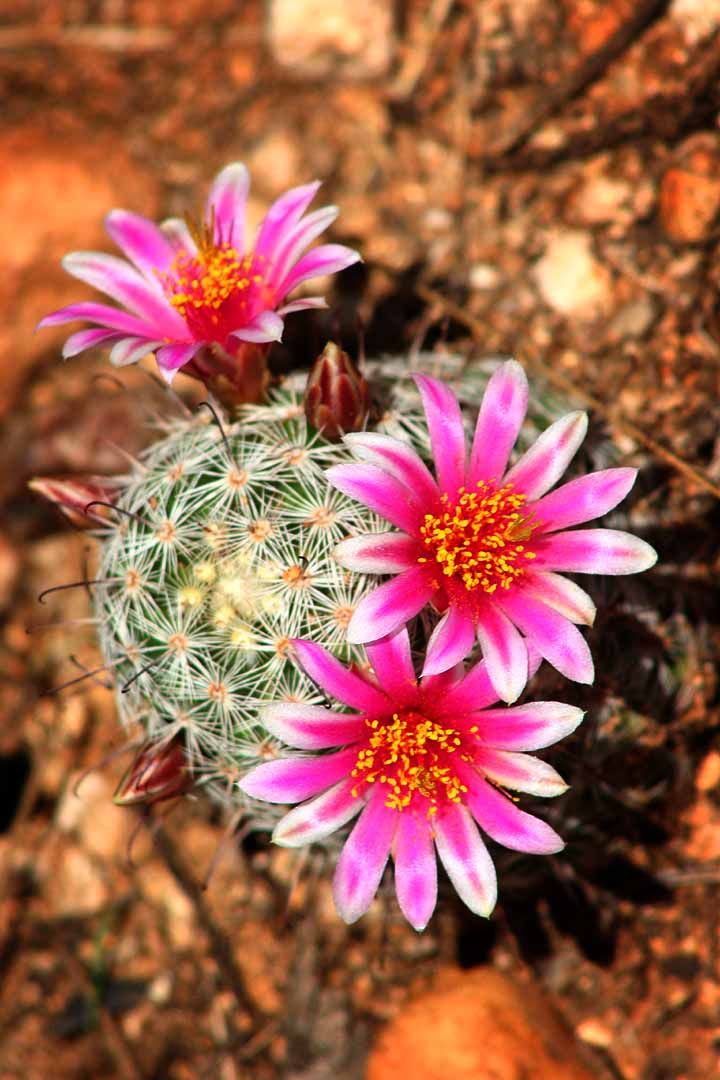
Detalle de las flores

Cochemiea grahamii es una especie de cactus que crece sola o ramificándose desde la base, con raíces engrosadas. Los tallos son de color verde claro, de forma esférica a cortamente cilíndrica, de 7 a 20 cm de altura y diámetros de 7,5 a 11 cm.
Los tallos están cubiertos de tubérculos cuadrados con forma cilíndrica u ovalada, se disponen en espiral, no contienen savia lechosa (látex) y poseen axilas (espacio que hay entre los tubérculos) desnudas. Sobre ellos se asientan areolas que tienen de 1 o 4 espinas centrales de color marrón amarillento a marrón oscuro, de entre 1,2 y 2,5 cm de largo, siendo las más largas generalmente ganchudas. También hay de 20 a 35 espinas radiales en forma de aguja, de color blanco a marrón claro o incluso rojizo, de 0,6 a 1,2 cm de longitud.

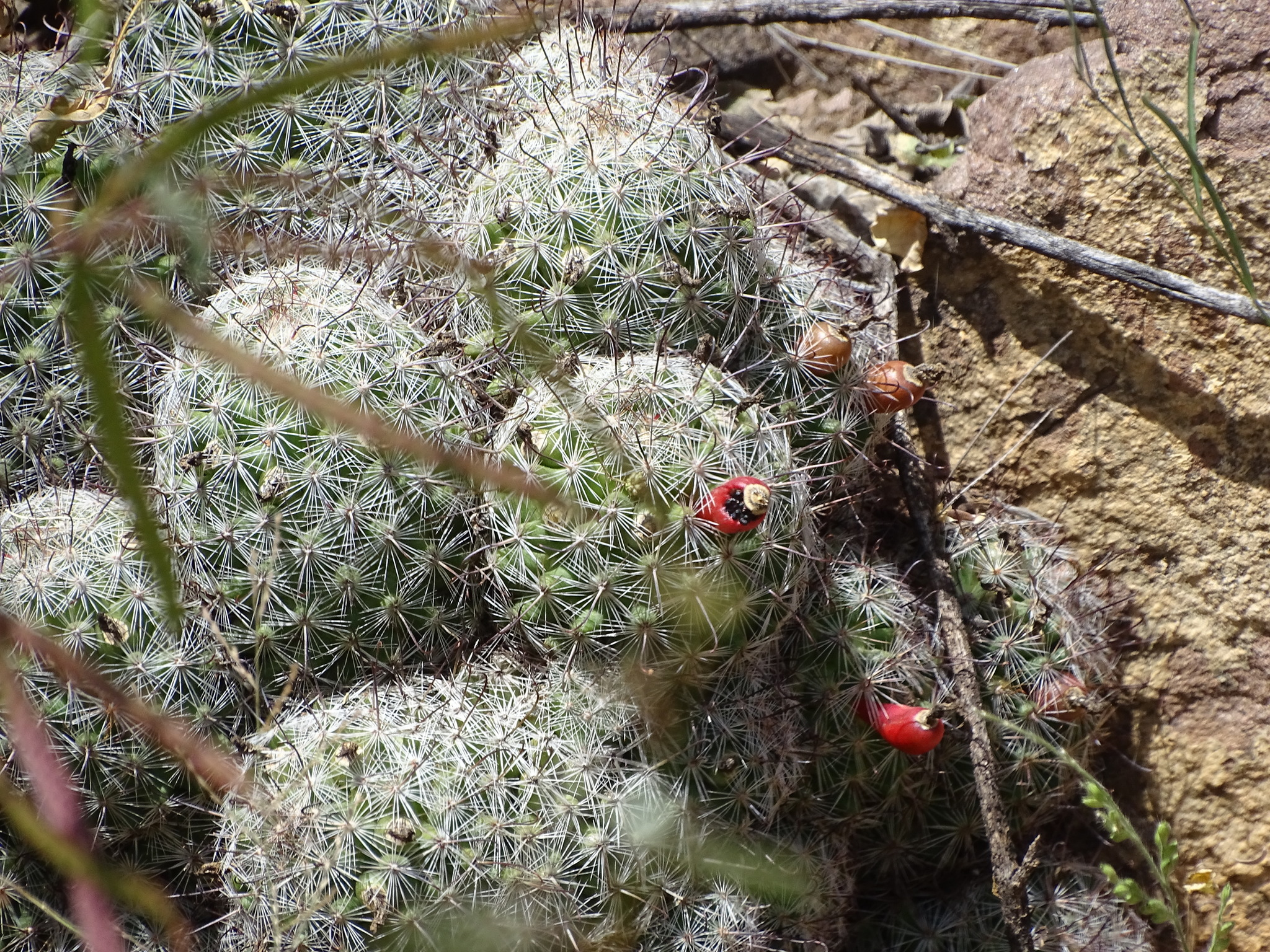
Detalle de los frutos rojos

Las flores son de color rosa lavanda a púrpura rojizo o incluso a veces blancas y miden entre 2 y 4,5 cm de diámetro. Los frutos son rojos y casi esféricos. Miden entre 1,2 y 2,5 cm de largo y contienen semillas negras en su interior.

## Distribución y hábitat
El área de distribución nativa de esta especie va desde el sureste de California hasta el oeste de Texas y México (desde los estados de Baja California Norte hasta Chihuahua) y crece principalmente en el bioma desértico o de matorral seco.
La encontramos a elevaciones de 200 a 1800 metros sobre el nivel del mar, creciendo en hábitat secos de grava o pastizales, montañas desérticas, cañones arenosos o rocosos, lavados y llanuras, sobre sustrato ígneo o caliza.

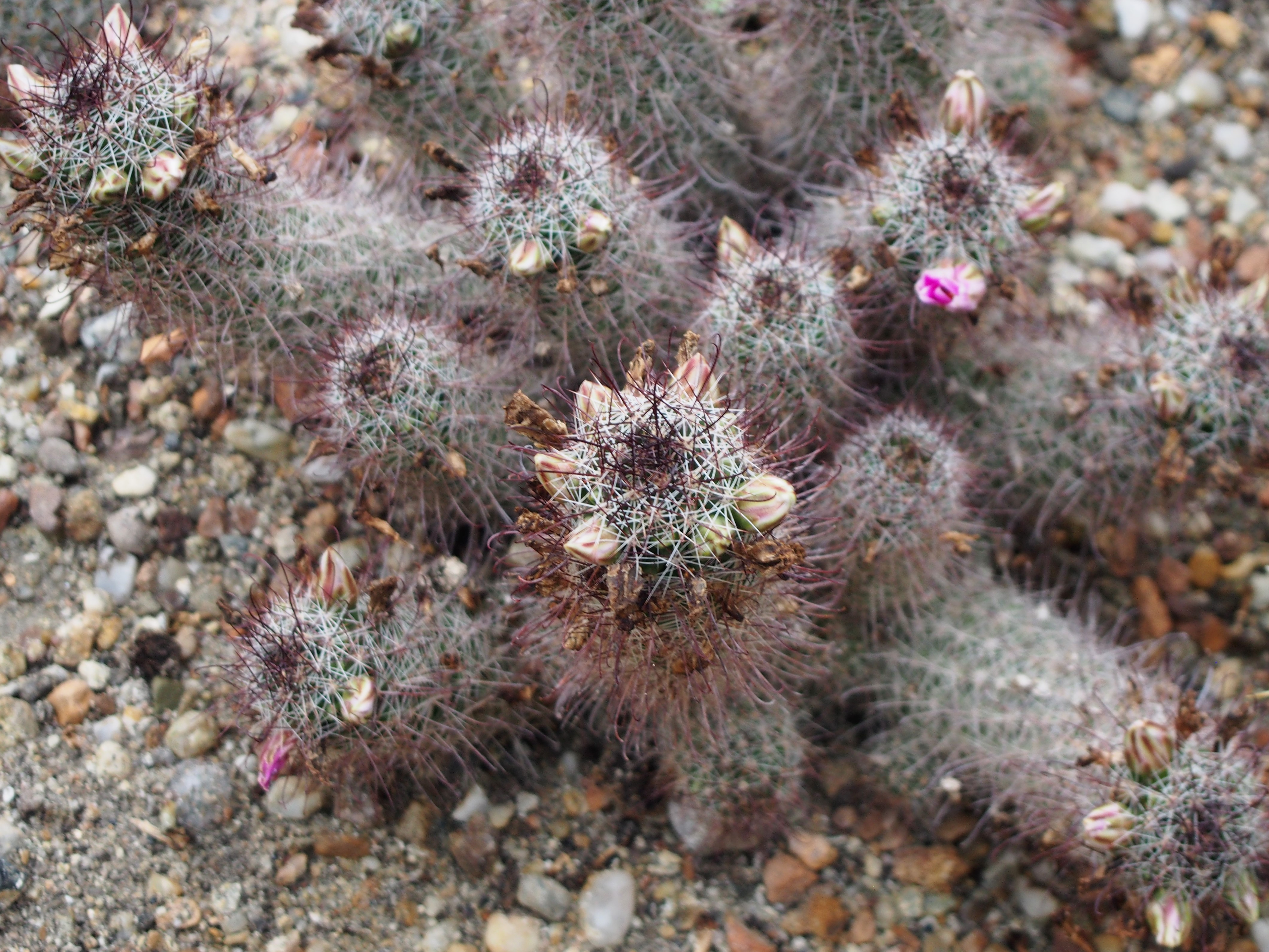
Planta en su hábitat

## Taxonomía
La primera descripción de esta especie fue como Mammillaria grahamii , publicada en 1856 por el botánico alemán George Engelmann en el libro Synopsis of the Cactaceae of the Territory of the United States: 6.
Más tarde, el botánico ruso Alexander Borissovitch Doweld trasladó la especie en el género Cochemiea, por lo que pasó a llamarse Cochemiea grahamiifue. Registró estos cambios en la revista científica Tsukkulenty 3: 39, publicada en 2000.
Etimología
- Cochemiea: nombre genérico que hace referencia a la tribu indígena Cochimí, que en el pasado ocupó un gran territorio de Baja California y cuya área es parte del área de distribución natural de este género.
- grahamii: epíteto específico otorgado en honor al topógrafo y coronel estadounidense James Duncan Graham (1799-1865), quien comandó el cuerpo científico durante el estudio de la frontera entre Estados Unidos y México.[6]

Sinonimia
- Cactus grahamii (Engelm.) Kuntze, 1891
- Chilita grahamii (Engelm.) Orcutt, 1926
- Chilita microcarpa (Britton & Rose) Buxb., 1954
- Chilita milleri (Britton & Rose) Orcutt, 1926
- Chilita oliviae (Orcutt) Orcutt, 1926
- Coryphantha grahamii (Engelm.) Rydb., 1917
- Ebnerella guirocobensis (R.T.Craig) Buxb., 1951
- Ebnerella microcarpa (Britton & Rose) Buxb., 1951
- Ebnerella oliviae (Orcutt) Buxb., 1951
- Mammillaria grahamii Engelm., 1856 (basónimo)
- Mammillaria grahamii var. arizonica Quehl, 1896
- Mammillaria grahamii var. oliviae (Orcutt) L.D.Benson, 1969
- Mammillaria microcarpa Engelm., 1848
- Mammillaria microcarpa subsp. grahamii (Engelm.) Mottram, 1991
- Mammillaria microcarpa var. auricarpa W.T.Marshall, 1950
- Mammillaria microcarpa f. auricarpa (W.T.Marshall) Neutel., 1986
- Mammillaria microcarpa var. milleri (Britton & Rose) W.T.Marshall, 1950
- Mammillaria microcarpa f. oliviae (Orcutt) Neutel., 1986
- Mammillaria milleri (Britton & Rose) Boed., 1933
- Mammillaria milleri f. auricarpa (W.T.Marshall) Neutel., 1986
- Mammillaria milleri f. multiancistra De Morree, 1990
- Mammillaria milleri f. oliviae (Orcutt) Neutel., 1986
- Mammillaria milleri var. grahamii (Engelm.) Neutel., 1986
- Mammillaria oliviae Orcutt, 1903
- Neomammillaria microcarpa Britton & Rose, 1923
- Neomammillaria milleri Britton & Rose, 1923
- Neomammillaria oliviae (Orcutt) Britton & Rose, 1923

## Estado de conservación

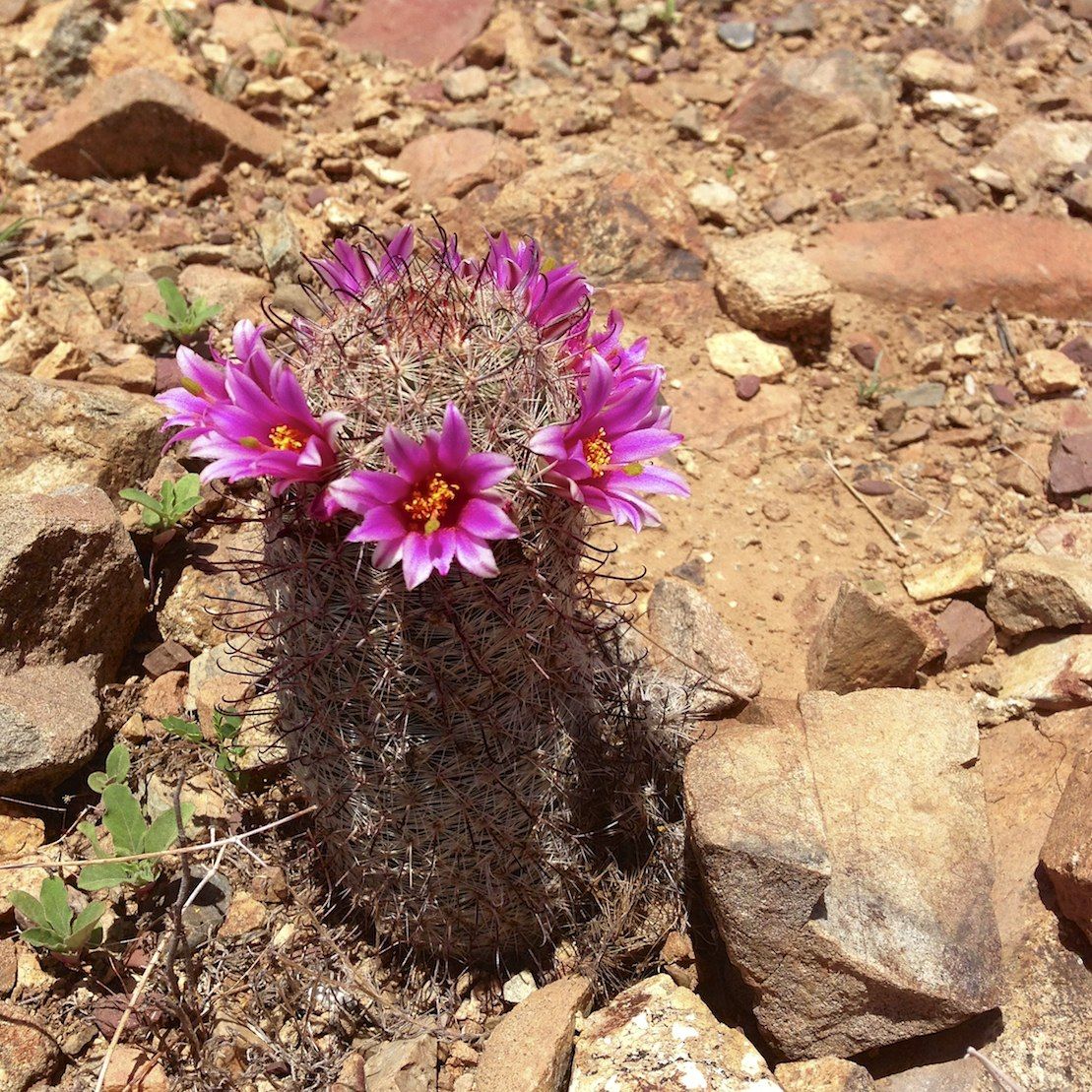
Planta en flor

En la Lista Roja de Especies Amenazadas de la UICN, la especie está clasificada como de “Preocupación Menor (LC)”.

## Usos
Cochemiea grahamii se cultiva principalmente como planta ornamental en jardines de cactus, colecciones botánicas y macetas decorativas, aunque no destaca por su facilidad de cultivo. Requiere una tierra mineral bien drenada, sin turba ni materia orgánica, y con un pH moderadamente ácido. El riego debe aplicarse con precaución, evitando el exceso de humedad, ya que la planta es muy sensible al encharcamiento. 
Esta especie necesita una exposición solar intensa para alcanzar un crecimiento óptimo y favorecer la floración. En invierno, un periodo de reposo sin riego —durante el cual puede reducir hasta un 25 % de su altura estival— promueve una floración vigorosa y prolonga su vida útil. Algunas poblaciones toleran heladas suaves, con temperaturas de hasta -10 °C, y la propagación se realiza mediante semillas o por separación de hijuelos.